# وداها
وِدا (سانسکریت: वेदः، آوانگاری: Vēdaḥ، ت. «دانایی و فرزانگی») به نوشته‌های مذهبی ریشه گرفته از هند باستان گفته می‌شود. کتابهای ودا کهن‌ترین نوشته‌های مربوط به تمدن معنوی آریاییهای باستان و قدیمی‌ترین نوشته به زبان‌های هندواروپایی است که به زبان سانسکریت ودایی نوشته شده است. تاریخ نگارش وداها را در دوره‌ای بین سالهای ۱۷۵۰ و ۶۰۰ قبل از میلاد می‌دانند.
وداها از چهار کتاب ریگ‌ودا یا نیایش، یاجورودا یا آداب نیایش، ساماودا یا سرودهای مراسم نیایش و آتارواودا یا سحر و جادو تشکیل شده‌است. هر کدام از این چهار کتاب خود دارای چهار قسمت است: سمیتا (سرود)، براهمنه‌ها (دستورات مراسم قربانی کردن)، آرنیکه‌ها (دستورات قربانی کردن در مراسم‌های خطرناکتر، متون فلسفی و مذهبی زاهدان) و اوپانیشاد (متون فلسفی و مذهبی روحانیون و عوام). وداها مهمترین نوشتار مؤثر در شکل‌گیری فرهنگ کنونی شبه قاره هند می‌باشند. سرودهای کتاب ودا مهمترین کتاب آیین هندو هستند و در جشنها و مراسم دینی، مراسم ازدواج و نمازهای هندوها خوانده می‌شود. وداها یکی از یادگارهای مشترک هند و ایرانی است.
| وداها              |                       | |                        |  |
|                    |                       | \| \| \| \| \| \| ریگ‌ودا (ستایش‌نامه) \| یاجورودا (قربانی‌نامه) \| سامه‌ودا (نغمه‌نامه) \| آتارواودا (روحانی‌نامه) \| |                        |  |
|                    |                       | |                        |  |
|                    |                       | |                        |  |
| ریگ‌ودا (ستایش‌نامه) | یاجورودا (قربانی‌نامه) | سامه‌ودا (نغمه‌نامه)                                                                                               | آتارواودا (روحانی‌نامه) |  |

گفته شده است که عبدالکریم جیلی، قرآن را نیز ودای پنجم نامیده بود.

## ریگ‌ودا
ریگ‌ودا در بر گیرندهٔ سرودهای مذهبی هندو آریایی‌ها و کهن‌ترین ودا است به دلیل مدت زمان زیادی که تکمیل این وداها به طول انجامیده و همچنین به دلیل ادغام فرهنگ‌های آریایی و اقوام ساکن آن منطقه نمی‌توان به‌طور دقیق مذهب آریایی‌ها را تشخیص داد. ریگ‌ودا شامل ۱۰۱۷ قطعه شعر و ۱۰۵۰۰ بیت است و در ۱۰ کتاب تنظیم شده‌است. این نوشته در دوره ودایی که ایرانیان و هندیان (فرهنگ آندرونوو) با هم می‌زیستند نگاشته شده‌است. بخش بیشتر یجورودا و ساماودا بر گرفته شده از ریگ ودا است. از نظر لفظ و معنا شباهت بسیاری با اوستا دارد. سرگذشت و سرنوشت کیخسرو، جم، آبتین و فریدون در اوستا و ریگ ودا تقریباً شبیه هم است. گفته می‌شود گاتاها (گاهان) و کتاب‌های ریگ ودا یک زبان است با دو لهجه…
وجود عناصر مشترک آیین زرتشتی و هندوگرایی هم بی‌دلیل نیست و کهن‌ترین نمودهای آن را می‌توان در باورهای آیینی و همچنین مانندگی‌های زبانی در وداها و اوستا جستجو کرد.

## سمهیتا
سرودها (سمیتا) و دعاهای وداها خطاب به ایزدان بسیاری هستند. از مهم‌ترین ایزدان این سرودها آگنی است. آگنی خدای آتش است و پیغام بر بین انسان‌ها و باقی ایزدان است. به همین سبب است که قربانی‌ها را در مراسم مذهبی بر روی آتش می‌گذاشتند.
ماه ایزد مرد است و به نام سومَن از آن یاد می‌شود. از ایزد بانوان می‌توان از «سرسوتی» نام برد. در نوشته‌های قدیمیتر از آن به عنوان «رود» یا «آموختن» یاد می‌شود؛ ولی در جدیدترین نوشته‌ها از او به عنوان ایزد سخن (وک) نام برده می‌شود. او نمایان‌گر نیروی سخن و مادر تمام وداها است.

### یجنا
زندگی دینی وداها بر محور مراسم قربانی، چه خانگی و چه در جامعه می‌گردد و به آن «یجنا» گفت می‌شود. ریشهٔ واژه یجنا با «یسنا» در اوستا یکی است. داشتن آتش (یا همان ایزد آگنی) یکی از مهمترین بخش‌های این مراسم‌ها است و تصور بر این است که آتش یا آگنی قربانی را به خدایان می‌رساند. ماده اهدایی به آتش می‌تواند روغن، شیر، گندم، حیوان یا سومَن (نوعی نوشیدنی گیاهی مقدس که در مراسم‌های قربانی از آن استفاده می‌شد) باشد. مراسم به وسیلهٔ یک روحانی سرپرستی می‌شد.

### آغاز جهان
بخشی از این سرودها داستان آغاز جهان را بازگو می‌کنند. این سرودها از یک واقعه که مشمول قربانی کیهانی است به عنوان آغاز جهان هستی یاد می‌کنند. این سرودها از به وجود آمدن همهٔ جهان هستی از هیچ ابراز شگفتی می‌نمایند و عنوان می‌کنند که شاید هیچ‌کس نداند که جهان چگونه پایان می‌پذیرد.

## اوپانیشاد
اوپانیشادها بخش فلسفی وداها و آخرین بخشهای اضافه شده به آنها هستند. زمانی که در قرن ۶ و ۷ قبل از میلاد آرین یکاها و اوپانیشادها نگارش شدند دید فلسفی نسبت به جهان و مسائل مهم زندگی اهمیت پیدا کرد. پیش از آن نگرش به جهان بر اساس اهمیت مراسم قربانی بود و قربانی کردن مهمترین بخش زندگی روزانه و زندگی اجتماعی به‌شمار می‌آمد. این طرز تفکر و زندگی جای خود را به دید فلسفی داد. این دوره، که شاید کمی پیش از تولد بودا و مهاویرا است، زمان دگرگونی فرهنگی، تفکر و پرسش، و رد کردن عقاید پیشین است.
البته اوپانیشادها سرودهای اولیه که برای مراسم قربانی به کار می‌رفت را کاملاً رد نمی‌کنند. اوپانیشادها با نگاهی متفاوت به این سرودها نگاه می‌کنند و آنها را از دید سمبلیک بررسی می‌کنند. این بدین معنی است که به جای قبول کردن لفظ به لفظ این سرودها، آنها را سمبلی برای معانی عمیقتر می‌دانند.
طرز نوشتاری اوپانیشادها به صورت گفتگو، چه میان شاگرد و استاد، میان دو همسر، یا میان دو فیلسوف است. از جمله مفاهیم مطرح شده در اوپانیشادها می‌توان از برهمن، دارما، کارما، و سمساره (زادمُرد) نام برد.
اوپانیشادها از کهن‌ترین متون مینوی است و مفاهیم باطنی را تبیین می‌کند. تلاش انسان برای فهمیدن جان و جهان است و اینکه سّر همدمی آن دو چیست. فهمیدن این مسئله که در پس همه صورت‌ها و حجاب‌ها، وحدت و یگانگی برقرار است.

## جایگاه وداها
وداها مهمترین نوشتار مؤثر در شکل‌گیری فرهنگ کنونی شبه قاره هند هستند. وداها سندی تاریخی از جهش فرهنگی مردمی که قربانی کردن را مهمترین بخش زندگی خود می‌دانستند به سوی مردمانی با تفکرات ضد خشونت و فلسفی می‌باشد. وداها همچنین در شکل‌گیری ۳ دین بزرگ به پا خواسته از فرهنگ هند، آئین هندو، آئین بودا و آیین جین نقشی اساسی دارند. آئین بودا و آئین جین به دلایل مختلف (به خصوص به خاطر دید افراطی این ۲ دین علیه هر گونه از خشونت) سرودهای مراسم قربانی وداها را کاملاً رد می‌کنند. در آئین هندو وداها کماکان مهم‌ترین نوشتار دینی به‌شمار می‌آیند و سرودها سمبلی برای معنی عمیقتر فلسفی هستند. اگرچه هندوییسم هم دینی است ضد خشونت، اما خشونت را برای دفاع شخصی مجاز می‌داند و در نتیجه این نگرش منفی را به وداها ندارد.

## اوپاودا
از آنجا که برهمنان برای انجام وظایف دینداری خود علاوه بر موضوعات دینی نیازمند علوم فرعی دیگری نیز بودند، متونی با عنوان وداهای فرعی (اوپاوداها=اوپه‌وِده‌ها) شکل گرفت. این دانش‌ها مستقیماً به دانش وداها مربوط نمی‌شود، اما در کل در خدمت این سنت بود. موضوعات سنتی این متون عبارت است از: پزشکی، موسیقی و رقص، کمان‌کشی و معماری، که به ترتیب متون زیر را شکل داده‌است:
- آیورودا (پزشکی)
- دنورودا (=دْهَنور وده، کمان‌کشی)
- گاندرواودا (گانْدهَرْوه وده) (موسیقی و رقص)
- شستراشسترا (دانش جنگاوری)

## ترجمه‌های وداها به فارسی
- گ‍زی‍ده‌ س‍روده‍ای‌ ری‍گ‌ ودا: ق‍دی‍م‍ی‌ت‍ری‍ن‌ س‍ن‍د زن‍دۀ م‍ذه‍ب‌ و ج‍ام‍ع‍ه‌ ه‍ن‍دو،[یادداشت ۱] ب‍ا پ‍ی‍ش‍گ‍ف‍ت‍ار ت‍ارا چ‍ن‍د، ب‍ه‌ت‍ح‍ق‍ی‍ق‌ و ت‍رج‍م‍ه‌ و م‍ق‍دم‍ۀ م‍ح‍م‍درض‍ا ج‍لال‍ی‌ ن‍ائ‍ی‍ن‍ی‌، ت‍ه‍ران‌: سیمرغ، ۱۳۴۸؛ ویراست دوم، تهران: نقره، ۱۳۶۷؛ ویراست سوم، تهران: نقره‏‫، ۱۳۷۲.‬‏‬
- عصارۀ سوما: گزیدۀ ریگ‌ودا (وداها: ساماودا)، گزینش و تدوین غلامرضا بروسان، مشهد: شاملو‏‫، ۱۳۸۷.‮‬
- ش‍ری‌ ای‍ش‍وپ‍ان‍ی‍ش‍اد: دان‍ش‍ی‌ ک‍ه‌ م‍ا را ب‍ه‌ ش‍خ‍ص‍ی‍ت‌ اع‍لای‌ خ‍داون‍د (ک‍ری‍ش‍ن‍ا) ن‍زدی‍ک‌ م‍ی‌ک‍ن‍د، م‍ق‍دم‍ه‌ و ت‍رج‍م‍ه‌ و ت‍ف‍س‍ی‍ر از ا. س‍ی‌. ب‍اک‍ت‍ی‌ودان‍ت‍ا س‍وام‍ی‌ پ‍راب‍وپ‍اد، ت‍ه‍ران‌: انجمن دوستداران فرهنگ ودایی‏‫.‬
- دانش برین، نوشته ا. سی. بهاکتی‌ودانتا سوامی پرابهوپادا، تهران: انجمن دوستداران فرهنگ ودایی‏‫‏‏، ‏‫‏‏۱۳۶۰.‮‬
- اوپانیشادها؛ کتاب‌های حکمت، برگردان پیام یزدانجو و مهدی جواهریان، تهران: نشر مرکز، ۱۳۸۷.[۵]
- سه متن مقدس‏‫: اوستا، ارداویراف‌نامه، اوپانیشادها و ریگ ودا، گردآوری و تنظیم حیدر شجاعی، تهران: شهر پدرام‏‫‬، ۱۳۹۷.